# Jacques Charles Dubois
Jacques Charles Dubois, Baron de Thainville, genannt Dubois-Thainville (* 27. November 1762 in Reux, heute im Département Calvados; † 14. Januar 1847 in Sens, Département Yonne) war ein französischer General der Kavallerie.

## Leben und Wirken
Mit 19 Jahren meldete sich Dubois am 5. März 1781 als Freiwilliger zur Armee. Seine militärische Grundausbildung erfuhr er im 5e régiment de dragons, wo er bald schon auch von den Ideen der französischen Revolution erfuhr.
Als Napoleon 1792 General Charles Victor Emmanuel Leclerc beauftragte, ein Expeditionsheer aufzustellen, meldete sich Dubois sofort als Freiwilliger. Leclerc sollte in Saint-Domingue auf der Insel Hispaniola mit dieser Strafexpedition die Aufstände unter Toussaint Louverture niederschlagen, doch er starb dort, kurz bevor das gesamte Unternehmen scheiterte (→Haitianische Revolution).
Zurück in Frankreich bekämpfte Dubois unter Jean-Baptiste Camille de Canclaux, später unter Lazare Hoche, den Aufstand der Vendée. Es konnte sich durch Tapferkeit auszeichnen und es folgten einige Beförderungen und Versetzungen. Als Offizier im Stab von General Jean-Baptiste Jourdan (→Armée de Sambre-et-Meuse) kämpfte er u. a. vor Würzburg (1./3. September 1796) und wurde dort auch verwundet.
Nach seiner Genesung wurde Dubois nach Italien versetzt und nahm dort u. a. an Kämpfen bei Trebbia (19. Juni 1799) und Novi (5. August 1799) teil.
Nach kurzer Zeit in Frankreich kam er nach Ostpreußen und kämpfte bei Preußisch Eylau (7./8. Februar 1807). Napoleon wurde auf Dubois aufmerksam gemacht und adelte ihn zum „Baron de Thainville“. Um eine Verwechslung der Namen zu vermeiden, nannte man Dubois ab dieser Zeit Dubois-Thainville. Er kämpfte bei Aspern (21./22. Mai 1809) und Wagram (5./6. Juli 1809) und wurde wiederum verwundet.
Im Rang eines Brigadegenerals nahm Dubois an Napoleons Russlandfeldzug teil und kämpfte bei Schlacht an der Beresina (26./28. November 1812). Den Rückzug nach Frankreich überlebte Dubois, verlor dabei aber den Großteil seiner Truppen.
Nach kurzer Zeit in der Heimat unterstützte Dubois General Louis-Nicolas Davout bei der Belagerung von Hamburg (Dezember 1813/Mai 1814) und konnte sich anschließend bis 1. September desselben Jahres in Frankreich aufhalten. An der Schlacht bei Paris (30. März 1814) nahm er nicht teil; erst als Napoleon die Insel Elba verlassen hatte und die Herrschaft der Hundert Tage begannen, schloss er sich wieder aktiv der Grande Armée an.
In der Schlacht bei Waterloo (18. Juni 1815) wurde er wiederum verwundet und nach seiner Gesundung mit Wirkung vom 6. Oktober 1815 in den vorläufigen Ruhestand geschickt. Dubois ließ sich in Villeneuve-sur-Yonne (Département Yonne) nieder und zog sich ins Privatleben zurück.
Während der Julirevolution von 1830 betraute man ihn kommissarisch mit verschiedenen militärischen Aufgaben, u. a. mit der Führung einer Division. Am 1. Mai 1832 wurde Dubois mit militärischen Ehren in den endgültigen Ruhestand verabschiedet. Er ließ sich in Sens nieder, wo er im Alter von 85 Jahren am 14. Januar 1847 starb. Sein Grabmal befindet sich auf dem alten Friedhof von Sens; es ist im ägyptischen Stil gestaltet.

## Ehrungen
- 1804 Ritter der Ehrenlegion
- 17. März 1808 baron de l'Émpire
- 8. Oktober 1811 Offizier der Ehrenlegion
- 20. April 1831 Kommandeur der Ehrenlegion
- Sein Name findet sich auf dem südlichen Pfeiler (9. Spalte) des Triumphbogens am Place Charles-de-Gaulle (Paris).